# Руска матица у Бањој Луци
Руска матица је била књижевна, културна и научна институција руског народа, на територији Краљевине Југославије, а основана је у Љубљани 9. марта 1924. године. Потреба националне хомогенизације, просвјећивања, као и издавања руских књига, били су основни разлози за формирање оваквог Друштва. Руска матица основана је као културно друштво са задатком да подупире развој националне свијести руске емиграције, пружа помоћ при образовању својих чланова и да руске емигранте повезује на националној и културној основи. Оснивачка скупштина бањалучке подружнице Руске матице одржана је 4. новембра 1925.

## Оснивачи
Оснивачи Руске матице у Бањој Луци били су бањолучки Руси и Срби Василиј Михаилович Кашкаров, Љубомир Димитријевић, Вадим Петрович Константинов, Иван Григоревич Новицки. Од 1929. Руска матица дјеловала је под високим покровитељством краља Александра. Управа бањалучке подружнице Руске матице посјетила је 28. августа 1928. првог бана Врбаске бановине Светислава Тису Милосављевића, који се том приликом примио покровитељства над њом.

## Историјат
У складу са статутарним овлашћењем, Руска матица је оснивала подружнице у свим већим мјестима у којима су живјели емигранти из Русије. Подружнице су са централом биле снажно и организационо повезане. Оснивачка скупштина бањалучке подружнице Руске матице одржана је 4. новембра 1925. У акту великог жупана Врбаске области, број 2704 од 4. марта 1926. године, стоји: Оснивање среског одбора Удружења Руска матица примам на знање, с тијем, да ми се достави један препис правила и исказ чланова одбора за моју архиву.
Чланови новоосноване подружнице Руске матице у Бањалуци били су:
- Предсједник: Василиј Михаилович Кашкаров
- Потпредсједник: Љубомир Димитријевић
- Благајник: Вадим Петрович Константинов
- Тајник: Иван Григоревич Новицки
- Чланови одбора: Мићо Баслаћ, Саво Самарџија, Душан Мачкић, Марина Поповић, Давид Павлишин, Милан Пухало, Борис Северинович Јаковљев, Всеволод Александрович Лукашевич, Рафаил Јеронимович Арнери и Владимир Андрејевич Пчељников.

Надзорни одбор:
- Предсједник: Алексеј Николајевич Јудин
- Сергеј Владимирович Бурскиј
- Чланови: Владимир Федоров Богословски, Семен Иванович Дружињин, Георгиј Владимиров Сорокин.

Бањалучка подружница Руске матице једна је од оних које нису престале да дјелују све до краја Другог свјетског рата. Под усташком владавином рад Руске матице је готово замро и свео се на дјеловање њене библиотеке. Комунистичке власти нису према Руској колонији и Руској матици биле нимало благонаклоне. Руска матица је жигосана као профашистичка и контрареволуционарна организација и распуштена је. Предсједник Руске колоније инж. Евгениј Владимирович Антоневич и предсједник Руске матице инж. Виталиј Макарович Рибкин већ крајем априла 1945. нашли су се под ударом нове власти и у апсурдним судским процесима осуђени на двогодишње казне строгог затвора.

## Дјелатност
Руска матица организовала је бројна предавања домаћих емиграната и оних настањених у иностранству. Садржаји предавања углавном су били у непосредној вези са стручним опредјељењима предавача, али то није било правило и често је акценат стављан на културне, националне и литерарне садржаје. Младима је посебно усађивана љубав према читању руских књига. На литерарним вечерима гостовали су књижевници и пјесници млади су наступали са рефератима на задате литерарне или националне теме, подстицани да читају и пишу на руском. Статутом Руске матице било је уређено и издавање уџбеника, приручника, књига и периодичних публикација. С обзиром на хронично помањкање уџбеника на руском, ово је био изузетно значајан сегмент дјелатности, а огледао се у набавци уџбеника за сиромашне, ангажовању инструктора за мање успјешне ученике, плаћању испитних такса и другим активностима. Формиран је и завидан властити књижни фонд и редовно је, властитим средствима или донацијама, допуњаван новим насловима. У читаоницама су били доступни часописи и друге публикације из руских европских емигрантских центара, али и београдско „Новое времја”, „Последње новости”, „Вазрожддение” и друге. Бањалучка подружница Руске матице организовала је и курсеве руског језика. Обично су, у зависности од нивоа знања полазника, течајеви организовани у три скупине. Дуготрајност и посјећеност најбоља су потврда оправданости њиховог организовања. Руска матица је одржавала најтјешње везе са другим руским емигрантским организацијама у земљи и ван ње, што је лако разумљиво јер је због малобројности било сасвим уобичајено да појединци буду чланови већег броја организација. Сама Руска матица успоставила је чврсте везе са сродним, у првом реду словенским матицама.